# IM-1
IM-1 var ett månuppdrag som genomfördes gemensamt av NASA:s CLPS-tjänster (Commercial Lunar Payload Services) och företaget Intuitive Machines, som använde en Nova-C-klass landare kallad Odysseus. Odysseus var den första kommersiella månlandaren som framgångsrikt landade mjukt på månen.
Under uppdraget skedde en mjuk landning på månens sydliga del, men landaren tippade oväntat 30 grader på grund av ett tekniskt problem i sista stund. Trots detta fungerade alla instrument, och uppdraget betraktades som framgångsrikt. I mars 2024 pågick analysen av data från landaren, och det fanns potential för ytterligare datainsamling under framtida måndagar.
Odysseus var det första amerikanska rymdfarkosten sedan Apollo 17 år 1972 som landade mjukt på månen och det första privatägda företaget som gjorde det. Det var även det första rymdfarkosten som använde flytande metan och flytande syre (methalox) för att flyga utanför låg jordbana och det första med methalox som landade på en annan himlakropp.
Odysseus var utrustad med sex instrument från NASA, inklusive en laserretroreflektor, en lidar för navigering, en stereokamera, en lågfrekvent radiomottagare, signalenheten Lunar Node-1 och ett instrument för att övervaka bränslenivåer. Ombord fanns också en kamera byggd av studenter från Embry–Riddle Aeronautical University, ett planerat månteleskop och ett konstprojekt av Jeff Koons.
Landaren landade i Malapert-A-kratern och förväntades vara aktiv där i ungefär en vecka innan solen gick ner vid landningsplatsen. Odysseus var inte designad för att överleva månnätterna, som varar i cirka två veckor.
Ombord fanns även ett chip med verk av 200 konstnärer och en tidkapsel kallad Lunaprise, vilken innehöll bland annat innehåll från engelskspråkiga Wikipedia och Rosetta-projektet. Dessutom fanns ett arkiv med musikinspelningar från artister som Jimi Hendrix, Bob Marley och Elvis Presley.
Under uppdraget användes en Radio Frequency Mass Gauge (RFMG) för att uppskatta mängden tillgängligt bränsle, vilket var det första långvariga testet av en RFMG på ett fristående rymdfarkost.